# 16101 Нотскас
16101 Нотскас (16101 Notskas) — астероїд головного поясу, відкритий 3 листопада 1999 року.
Тіссеранів параметр щодо Юпітера — 3,296.